# Pinokio (1940.)
Pinokio (engl.: Pinocchio) američki je animirani film iz 1940. redatelja Bena Sharpsteena i Hamiltona Luskea, u produkciji animacijskog studija Walt Disney Productions i temeljen na istoimenom romanu Carla Collodija Pinokijeve avanture. To je 2. disneyjev klasik.
Ovim novim filmom Walt Disney nadao se da će ponoviti uspjeh postignut tri godine ranije sa Snjeguljicom i sedam patuljaka, ali epidemija 1939. godine u Drugom svjetskom ratu nije dopustila postizanje željenog rezultata. Walt Disney također je istovremeno radio na ambicioznijem projektu Fantazia, objavljenom iste godine kao i Pinokio.
Scenarij su napisali Aurelius Battaglia, William Cottrell, Otto Englander, Erdman Penner, Joseph Sabo, Ted Sears i Webb Smith prilagođavajući Collodijevu knjigu, a govori o starom stolaru Geppettu koji kleše drvenu lutku Pinokija, koju oživljava Plava vila, koja mu kaže da može postati pravo dijete ako se pokaže "dobar,  hrabar, nesebičan": tako počinju avanture lutke da postane pravo dijete, uključujući mnoge susrete s nizom sjenovitih likova.
Produkciju su nadgledali Ben Sharpsteen i Hamilton Luske, a sekvence filma režirali su Norman Ferguson, T. Hee, Wilfred Jackson, Jack Kinney i Bill Roberts. Pinokio je bio revolucionarno postignuće na području animiranih efekata, dajući realistično kretanje vozilima, strojevima i prirodnim elementima kao što su kiša, munje, snijeg, dim, sjene i voda. Zbog svojih značajnih postignuća u tehnikama animacije, često se smatra Disneyjevim tehničkim remek-djelom.
Kritička analiza Pinokija identificira ga kao moralnu priču koja jednostavno uči djecu prednostima napornog rada i vrijednostima srednje klase. Iako je dobio pohvale kritike i postao prvi animirani film koji je osvojio dva Oscara, najbolju originalnu glazbu i za najbolju originalnu pjesmu "When You Wish Upon a Star", u početku je to bio fijasko na kino blagajnama, uglavnom zbog Drugog svjetskog rata koji je poremetio europska i azijska tržišta u inozemstvu. Na kraju je ostvario profit na svom reizdanju 1945. godine, a unatoč tome što je narativno i grafički vrlo mračan, smatra se jednim od najvećih animiranih filmova ikada snimljenih, s rijetkom stopostotnom ocjenom na web mjestu Rotten Tomatoes. Film i likovi još uvijek prevladavaju u popularnoj kulturi, pojavljujući se u raznim Disneyjevim parkovima i drugim oblicima zabave. Pinokio je 1994. dodan u Nacionalni filmski registar Sjedinjenih Država kako bi se smatrao "kulturno, povijesno ili estetski značajnim".
Disneyjev igrani film iz 2000. pod nazivom Geppetto, ispričan s Geppettovog stajališta, objavljen je izravno na televiziji, u Hrvatskoj se emitirao 2008. godine na Nova TV. U 2022. objavljena je igrana filmska adaptacija animirane verzije na Disney+u.

## Glasovi
U Hrvatskoj sinkronizirana verzija je stigla tek 2009. godine u DVD izdanju, a za to je zaslužna Livada Produkcija.
| Uloge                | Originalna verzija | Hrvatska verzija  |
| -------------------- | ------------------ | ----------------- |
| Pinokio              | Dickie Jones       | Luka Šop          |
| Cvrki                | Cliff Edwards      | Richard Simonelli |
| Geppetto             | Christian Rub      | Vanja Drach       |
| Plava Vila           | Evelyn Venable     | Jelena Miholjević |
| Pošteni John         | Walter Catlett     | Mladen Vasary     |
| Stromboli            | Charles Judels     | Zvonimir Zoričić  |
| Vlasnik Otoka Zabave | Charles Judels     | Slavko Juraga     |
| Lapwick              | Frankie Darro      | Mitja Smiljanić   |

## Unutarnje poveznice
- Disneyjevi klasici

## Vanjske poveznice
- Pinokio u internetskoj bazi filmova IMDb-a (engl.)
- Pinokio (1940.) na Rotten Tomatoes (engl.)